# Camí de Vila-seca
El Camí de Vilaseca és l'antic camí de Reus a Vilaseca, a la comarca catalana del Baix Camp.
Antigament s'hi accedia per la riera del Molinet. Fins més avall del mas de Macià Vila, avui seu del deganat de la Facultat d'Econòmiques i Empresarials de la Universitat Rovira i Virgili, el camí de Vilaseca i el camí de Bellissens coincideixen. Quan el camí es bifurca, el de Vilaseca seguia una direcció sud. Però amb la via del tren i les urbanitzacions d'aquella zona, des de la bifurcació fins al Mas del Pere Domènech el camí ha desaparegut. El tornem a trobar a partir d'aquell mas i poc després, vora el lloc on hi havia el Mas de Bellveny, ara enderrocat, es divideix en dos: el de la dreta és el de Vilaseca que aviat surt del terme de Reus, quan travessa el Camí dels Morts. L'altre camí, que també va al poble veí, és el Camí del Castell o del Maset de Montserrat, ja a Vilaseca.